# James O. Crosby
James O. Crosby (*Nueva York, 1924-2020) fue un hispanista y quevedista estadounidense.

## Biografía
Se doctoró en Filología en la Universidad de Yale en el año 1954 con una tesis titulada Quevedo in Italy: a Satirist in Politics, dirigida por Robert S. Rose. Ejerció como profesor en la Universidad de Illinois (1957-1968?; en el Dartmouth College (1968 y 1972), y desde 1972 hasta 1993, fecha de su jubilación, en la Universidad Internacional de Florida en Miami, por la que fue profesor emérito. Lia Schwartz, una entre sus discípulos, dirigió y editó unos Studies in Honor of James O. Crosby como homenaje 2004.
Su metodología ofrecía ofrecía una herramienta descriptiva tomada de Fredson Bowers en sus estudios sobre literatura isabelina, mostrando así la posible vinculación entre el examen físico del libro impreso y las evidencias textuales y paratextuales que podrían derivarse de tal tipo de análisis. Años más tarde (1990), utilizó el método para resolver el enigma de los manuscritos y las primeras ediciones de La Fortuna con seso y la Hora de todos. También realizó una edición crítica de Política de Dios (1966).
Dedicó especial atención a Cervantes y se consagró como un excepcional experto en Francisco de Quevedo, sobre el que publicó once libros desde que inició su investigación en 1952; entre ellos En torno a la poesía de Quevedo (Madrid, 1967); The Text Tradition of the Memorial "Católica, sacra, real Magestad" (Lawrence, Kansas, 1958) y The Sources of the text of Quevedo's "Política de Dios" (Nueva York, 1959), además de gran número de estudios críticos, ediciones como las de los Sueños y antologías, como Francisco de Quevedo, Poesía varia (Madrid: Cátedra, 1988). Crosby estudió especialmente la trayectoria de los manuscritos y las fuentes y encontró algunos borradores manuscritos inéditos de Quevedo en las guardas de algunos de los libros de la British Library. Además, con Ángel San Vicente, elaboró los índices de más de cuatro mil cartas casi todas inéditas que hallaron en los archivos de Aragón. Donó parte de su archivo a la Biblioteca de la Universidad de Zaragoza.

## Obra
- "Nuevos documentos para la biografía de Quevedo: 1627-1651" (1958).
- The Text Tradition of the Memorial "Católica, Sacra, Real Majestad" (1958).
- The Sources of the Text of Quevedo's Política de Dios (1959).
- Con Ángel San Vicente, "Datos para la Historia de Aragón: tres índices de 1.566 cartas del siglo XVII, casi todas inéditas" (1963).
- Con Ángel San Vicente, "Más datos para la historia de Aragón: dos índices de otras 2788 cartas de los siglos XVI y XVII, casi todas inéditas" (1968-1969).
- En torno a la poesía de Quevedo (1967).
- "Transmisión y creación de la poesía quevedesca" (1983).
- "La versión manuscrita de La Hora de todos" (1990).
- "Quevedo, la Antología griega y Horacio" (1991).
- "Quevedo y la milicia sagrada: Dejar la compañía propia por la de Jesús" (2001).
- La tradición manuscrita de los "Sueños" de Quevedo y la primera edición. Purdue University Press (2005).